# Nati nel 1962/Giugno
| Questa pagina contiene informazioni ricavate automaticamente dalle voci biografiche con l'ausilio del template Bio e di un bot. L'aggiornamento è periodico e automatico e ricostruisce completamente la pagina. Se manca una persona in questa lista, sei pregato di non aggiungerla, ma accertati piuttosto che la sua voce biografica contenga il template Bio e che i dati anagrafici siano correttamente compilati. Se il template Bio manca, inseriscilo tu stesso o, in alternativa, metti l'avviso {{tmp\|Bio}} che ne segnala la mancanza. Se i dati riportati sono sbagliati, correggi direttamente la voce biografica; le modifiche saranno visibili in questa lista entro pochi giorni. Per chiarimenti vedi il progetto biografie. La lista contiene solo le 283 persone che sono citate nell'enciclopedia e per le quali è stato implementato correttamente il template Bio. Pagina aggiornata al 18 ago 2025. |

- 1º giugno - Greg Abel, imprenditore canadese
- 1º giugno - Goran Alar, ex calciatore croato
- 1º giugno - Paolo De Simoni, allenatore di calcio a 5, ex giocatore di calcio a 5 e ex calciatore italiano
- 1º giugno - Roberto Di Giovan Paolo, politico e giornalista italiano
- 1º giugno - Sherri Howard, ex velocista statunitense
- 1º giugno - József Jacsó, ex sollevatore ungherese
- 1º giugno - Petrit Kozeli, fotografo e artigiano albanese
- 1º giugno - Wilfredo Ruiz, ex cestista uruguaiano
- 1º giugno - Adriean Videanu, politico e imprenditore rumeno
- 2 giugno - Rolf-Göran Bengtsson, cavaliere svedese
- 2 giugno - Sibylle Berg, scrittrice e politica tedesca
- 2 giugno - Marco Crespi, allenatore di pallacanestro e telecronista sportivo italiano
- 2 giugno - Dan Frawley, ex hockeista su ghiaccio canadese
- 2 giugno - Paula Newby-Fraser, triatleta zimbabwese
- 2 giugno - Omar Paganini, politico e ingegnere uruguaiano
- 2 giugno - Mark Plaatjes, ex maratoneta sudafricano
- 2 giugno - Francesca Romana Salvi, architetto e scenografa italiana
- 3 giugno - John Balistreri, scultore e ceramista statunitense
- 3 giugno - Lorenzo Branzoni, ex arbitro di calcio italiano
- 3 giugno - François Ciccolini, allenatore di calcio e ex calciatore francese
- 3 giugno - Gary Donnelly, ex tennista statunitense
- 3 giugno - Ha Hyung-joo, ex judoka sudcoreano
- 3 giugno - Dagmar Neubauer, ex velocista tedesca
- 3 giugno - Jan Ohlsson, attore svedese
- 3 giugno - Valdes Pasolini, ex calciatore sammarinese
- 3 giugno - Connie Price-Smith, ex pesista e discobola statunitense
- 3 giugno - Sergio Spuri, allenatore di calcio e ex calciatore italiano
- 3 giugno - Till Topf, attore tedesco
- 3 giugno - David Veloz, sceneggiatore, produttore cinematografico e regista statunitense
- 4 giugno - Giorgio Benini, ex calciatore italiano
- 4 giugno - Patrizia Bugnano, politica italiana
- 4 giugno - Ivo Collé, politico italiano
- 4 giugno - Ulisses Correia e Silva, politico capoverdiano
- 4 giugno - László Disztl, allenatore di calcio e ex calciatore ungherese
- 4 giugno - Per Frimann, ex calciatore danese
- 4 giugno - Lindsay Frost, attrice statunitense
- 4 giugno - Hakainde Hichilema, politico zambiano
- 4 giugno - Zenon Jaskuła, ex ciclista su strada polacco
- 4 giugno - Trinidad Jiménez, politica spagnola
- 4 giugno - Pete Nelson, artigiano, scrittore e conduttore televisivo statunitense
- 4 giugno - Marcello Pittella, politico italiano
- 4 giugno - Emilio Ravasio, ciclista su strada italiano († 1986)
- 4 giugno - Steve Zimmerman, batterista statunitense
- 5 giugno - Buck Angel, attore pornografico statunitense
- 5 giugno - Astrid del Belgio, principessa belga
- 5 giugno - Ken Hudson Campbell, doppiatore e attore statunitense
- 5 giugno - Federico De Robertis, musicista, compositore e produttore discografico italiano
- 5 giugno - Jeff Garlin, comico e attore statunitense
- 5 giugno - Piero Guerrera, scrittore, autore televisivo e sceneggiatore italiano
- 5 giugno - Elisa Helin, ex cestista finlandese
- 5 giugno - Alessandra Korompay, doppiatrice e attrice italiana
- 5 giugno - Andreas Letz, sollevatore tedesco
- 5 giugno - Siria Magri, giornalista italiana
- 5 giugno - Petr Vrabec, ex calciatore ceco
- 6 giugno - Dragan Andrić, ex pallanuotista jugoslavo
- 6 giugno - Jordi Arcarons, pilota motociclistico spagnolo
- 6 giugno - Mark Bright, ex calciatore inglese
- 6 giugno - Carol Cady, ex discobola e pesista statunitense
- 6 giugno - Anna Chimenti, giurista italiana
- 6 giugno - Alex Datcher, attrice statunitense
- 6 giugno - Antonio Di Carlo, ex calciatore italiano
- 6 giugno - Rodman Flender, regista, attore e produttore cinematografico statunitense
- 6 giugno - Grant Fox, ex rugbista a 15 e allenatore di rugby a 15 neozelandese
- 6 giugno - Andrés Jiménez, ex cestista spagnolo
- 6 giugno - John Kaiser, ex giocatore di football americano statunitense
- 6 giugno - Hirokazu Kore'eda, regista, sceneggiatore e montatore giapponese
- 6 giugno - Salvatore Luongo, generale italiano
- 6 giugno - Gennaro Sangiuliano, giornalista, saggista e ex politico italiano
- 6 giugno - Yoo Jae-ha, cantautore e polistrumentista sudcoreano († 1987)
- 7 giugno - Viola Amherd, politica svizzera
- 7 giugno - Roberto Antiochia, poliziotto italiano († 1985)
- 7 giugno - Robert John Brennan, vescovo cattolico statunitense
- 7 giugno - Giuseppe Brindisi, giornalista e conduttore televisivo italiano
- 7 giugno - Michael Cartellone, batterista e artista statunitense
- 7 giugno - Maurizio Giugliano, serial killer italiano († 1994)
- 7 giugno - Janice Lawrence, ex cestista e allenatrice di pallacanestro statunitense
- 7 giugno - Lance Reddick, attore statunitense († 2023)
- 8 giugno - Alejandro Arellano Cedillo, arcivescovo cattolico e giurista spagnolo
- 8 giugno - Éric Champ, ex rugbista a 15, dirigente d'azienda e dirigente sportivo francese
- 8 giugno - John Patrick Dolan, vescovo cattolico statunitense
- 8 giugno - Dave Feitl, ex cestista statunitense
- 8 giugno - Cosimo Ferro, ex schermidore italiano
- 8 giugno - Marc Flur, ex tennista statunitense
- 8 giugno - Peter Hinds, ex calciatore barbadiano
- 8 giugno - Thomas Jefferson, ex velocista statunitense
- 8 giugno - Nick Rhodes, tastierista, compositore e produttore discografico britannico
- 8 giugno - Pier Paolo Rossi, ex arbitro di calcio italiano
- 8 giugno - Lilija Vasil'čenko, fondista sovietica († 2011)
- 8 giugno - Michail Vasil'ev, allenatore di hockey su ghiaccio e ex hockeista su ghiaccio sovietico
- 8 giugno - Kristine W, cantautrice, produttrice discografica e polistrumentista statunitense
- 9 giugno - Paul Beatty, scrittore statunitense
- 9 giugno - Pietro Mariani, allenatore di calcio e ex calciatore italiano
- 9 giugno - Alessandro Rivolta, arciere italiano
- 9 giugno - Günther Schäfer, ex calciatore tedesco
- 10 giugno - Fortune Charumbira, politico zimbabwese
- 10 giugno - Gina Gershon, attrice statunitense
- 10 giugno - Carolyn Hennesy, attrice e scrittrice statunitense
- 10 giugno - Demo Mura, attore e conduttore televisivo italiano
- 10 giugno - Brigitte Oertli, ex sciatrice alpina svizzera
- 10 giugno - Ralf Schumann, tiratore a segno tedesco
- 10 giugno - José Serrizuela, ex calciatore argentino
- 10 giugno - Brent Sutter, allenatore di hockey su ghiaccio, dirigente sportivo e ex hockeista su ghiaccio canadese
- 10 giugno - Masashi Tanaka, fumettista giapponese
- 11 giugno - Olga Charvátová, ex sciatrice alpina ceca
- 11 giugno - Yamila Figueroa, ex schermitrice cubana
- 11 giugno - Sylvie Guillaume, politica francese
- 11 giugno - Barry Christopher Knestout, vescovo cattolico statunitense
- 11 giugno - Slobodan Kuzmanovski, ex pallamanista serbo
- 11 giugno - Mano Menezes, allenatore di calcio e ex calciatore brasiliano
- 11 giugno - Erika Salumäe, ex pistard estone
- 11 giugno - Toshihiko Seki, doppiatore giapponese
- 11 giugno - Gerardo dos Santos, calciatore brasiliano († 2021)
- 12 giugno - Luca Enoch, fumettista italiano
- 12 giugno - John Enos III, attore e modello statunitense
- 12 giugno - Kevin Lima, regista statunitense
- 12 giugno - Jordan Peterson, psicologo e saggista canadese
- 12 giugno - Valerij Plotnikov, ex calciatore russo
- 12 giugno - Fernando Salinas, ex calciatore boliviano
- 12 giugno - Paul Schulze, attore statunitense
- 12 giugno - Hugh Auchincloss Steers, pittore statunitense († 1995)
- 12 giugno - Eamonn Walker, attore britannico
- 13 giugno - Jean-Pierre Amat, ex tiratore a segno francese
- 13 giugno - Fabiola Anitori, politica italiana
- 13 giugno - Mark Frankel, attore britannico († 1996)
- 13 giugno - Sidmar Antônio Martins, allenatore di calcio e ex calciatore brasiliano
- 13 giugno - Glenn Michibata, ex tennista canadese
- 13 giugno - Dave Mitchell, allenatore di calcio e ex calciatore australiano
- 13 giugno - Paul Motwani, scacchista britannico
- 13 giugno - Rudol'f Povarnicyn, ex altista sovietico
- 13 giugno - Vladimir Pavlovič Pravik, vigile del fuoco e militare sovietico († 1986)
- 13 giugno - Ally Sheedy, attrice statunitense
- 13 giugno - Bence Szabó, ex schermidore ungherese
- 13 giugno - Mike Vescera, cantante, paroliere e produttore discografico statunitense
- 14 giugno - Tadeusz Lityński, vescovo cattolico polacco
- 14 giugno - NicoNote, cantante, attrice e compositrice italiana
- 14 giugno - Stig Rossen, tenore e attore teatrale danese
- 14 giugno - Paola Sambo, attrice italiana
- 15 giugno - Brad Armstrong, wrestler statunitense († 2012)
- 15 giugno - Martin Earley, ex ciclista su strada e mountain biker irlandese
- 15 giugno - Fabio Gasti, latinista italiano
- 15 giugno - Christine Johansson, ex cestista svedese
- 15 giugno - Marina Mander, scrittrice italiana
- 15 giugno - Andrea Rost, soprano ungherese
- 15 giugno - Viktor Solodov, sollevatore sovietico
- 15 giugno - Gino Sperandio, politico e avvocato italiano
- 16 giugno - Aldo Belli, ex hockeista su pista, allenatore di hockey su pista e dirigente sportivo italiano
- 16 giugno - Domenico Crocco, dirigente pubblico e scrittore italiano
- 16 giugno - Luis Fernando Herrera, ex calciatore colombiano
- 16 giugno - Femi Kuti, cantante, compositore e musicista nigeriano
- 16 giugno - Giordano Negretti, allenatore di calcio e ex calciatore italiano
- 16 giugno - Yevhen Perelygin, diplomatico ucraino
- 16 giugno - Leonardo Sonnoli, designer italiano
- 16 giugno - Arnold Vosloo, attore sudafricano
- 17 giugno - Djamel Amani, ex calciatore algerino
- 17 giugno - Franco Caforio, batterista e produttore discografico italiano
- 17 giugno - Vittorio Castellani, giornalista e saggista italiano
- 17 giugno - Martin Hangl, ex sciatore alpino svizzero
- 17 giugno - Bap Kennedy, cantautore britannico († 2016)
- 17 giugno - Lio, cantante e attrice portoghese
- 17 giugno - Michael Monroe, cantante finlandese
- 17 giugno - Christopher Münch, regista, sceneggiatore e montatore statunitense
- 17 giugno - Xavier Sala i Martín, dirigente sportivo e economista spagnolo
- 17 giugno - Philippe Tibeuf, ex calciatore francese
- 17 giugno - Gabriel Ángel Villa Vahos, arcivescovo cattolico colombiano
- 18 giugno - Flavio Becca, imprenditore lussemburghese
- 18 giugno - Tonino Cossu, fantino italiano
- 18 giugno - Granger Hall, ex cestista statunitense
- 18 giugno - Andy Linighan, ex calciatore inglese
- 18 giugno - Mitsuharu Misawa, wrestler e lottatore giapponese († 2009)
- 18 giugno - LaLaura, giornalista, conduttrice radiofonica e autrice televisiva italiana
- 18 giugno - Lisa Randall, fisica statunitense
- 19 giugno - Paula Abdul, cantante, attrice e ballerina statunitense
- 19 giugno - Jeremy Bates, allenatore di tennis e ex tennista britannico
- 19 giugno - Peter Bradshaw, critico cinematografico britannico
- 19 giugno - Graham Brookhouse, ex pentatleta britannico
- 19 giugno - Pasquale Bruno, ex calciatore italiano
- 19 giugno - Christina Jordan, politica britannica
- 19 giugno - Renate Loll, fisica tedesca
- 19 giugno - Masanao Sasaki, ex calciatore giapponese
- 20 giugno - Fabio Cobelli, artista, compositore e musicista italiano
- 20 giugno - Janie Dee, attrice e cantante britannica
- 20 giugno - Ray Dragon, attore pornografico, stilista e fotografo statunitense
- 20 giugno - Benjamin Massing, calciatore camerunese († 2017)
- 20 giugno - Monica Pariante, attrice, doppiatrice e dialoghista italiana
- 20 giugno - Markus Scherer, ex lottatore tedesco
- 20 giugno - Hubert Strolz, ex sciatore alpino austriaco
- 21 giugno - Ljubomir Amiorkov, ex cestista bulgaro
- 21 giugno - Viktor Coj, cantante, chitarrista e attore sovietico († 1990)
- 21 giugno - Enzo Concina, allenatore di calcio e ex calciatore italiano
- 21 giugno - Marc Copage, attore statunitense
- 21 giugno - Paul Davies-Hale, ex mezzofondista, ex siepista e ex maratoneta britannico
- 21 giugno - Aitor Esteban, politico, docente e giurista spagnolo
- 21 giugno - Alain Fostier, ex giocatore di calcio a 5 belga
- 21 giugno - Yvon Madiot, dirigente sportivo, ex ciclista su strada e ciclocrossista francese
- 21 giugno - Pipilotti Rist, artista svizzera
- 21 giugno - Luca Vandi, ex mezzofondista italiano
- 22 giugno - Jean Arcelin, pittore svizzero
- 22 giugno - Schoolly D, rapper statunitense
- 22 giugno - Campino, cantante e attore tedesco
- 22 giugno - Stephen Chow, attore, regista e sceneggiatore hongkonghese
- 22 giugno - Clyde Drexler, ex cestista e allenatore di pallacanestro statunitense
- 22 giugno - Bobby Gillespie, musicista e cantante britannico
- 22 giugno - Nicholas Lea, attore canadese
- 22 giugno - Joie Lee, attrice, sceneggiatrice e regista statunitense
- 22 giugno - Philippe Marché, ex giocatore di calcio a 5 belga
- 22 giugno - Giovanni Mauro, politico italiano
- 22 giugno - Salvatore Nuvoletta, carabiniere italiano († 1982)
- 22 giugno - Alessandro Pansa, dirigente d'azienda e economista italiano († 2017)
- 22 giugno - Luca Pignatelli, artista italiano
- 22 giugno - Jo Squillo, cantautrice, conduttrice televisiva e attivista italiana
- 22 giugno - Carlos Alberto Trovarelli, francescano argentino
- 23 giugno - Chuck Billy, cantante statunitense
- 23 giugno - David Buchanan, ex calciatore inglese
- 23 giugno - Fatou Ndiaye, ex cestista senegalese
- 23 giugno - Steve Shelley, batterista statunitense
- 23 giugno - Mark Strukelj, allenatore di calcio, dirigente sportivo e ex calciatore italiano
- 23 giugno - Billy Wirth, attore e ex modello statunitense
- 23 giugno - Kevin Yagher, truccatore, regista e effettista statunitense
- 24 giugno - Gautam Adani, imprenditore indiano
- 24 giugno - Gianni Bombardi, giocatore di biliardo italiano († 2012)
- 24 giugno - Lancaster Gordon, ex cestista statunitense
- 24 giugno - Jan Grabowski, storico polacco
- 24 giugno - Susanne Rosengren, ex cestista svedese
- 24 giugno - Claudia Sheinbaum, politica, fisica e ingegnere messicana
- 24 giugno - Todd Shell, ex giocatore di football americano statunitense
- 24 giugno - Brian Sparrow, allenatore di calcio e calciatore inglese († 2019)
- 24 giugno - Yeo Bum-kyu, allenatore di calcio e ex calciatore sudcoreano
- 25 giugno - Cato Andersen, ex calciatore norvegese
- 25 giugno - Bussunda, umorista, personaggio televisivo e autore televisivo brasiliano († 2006)
- 25 giugno - Giulio Drago, calciatore italiano († 2025)
- 25 giugno - Dan Heimiller, giocatore di poker statunitense
- 25 giugno - Kristinn Hrafnsson, giornalista islandese
- 25 giugno - Claudia Montero, compositrice e pianista argentina († 2021)
- 25 giugno - Luca Moz, ex calciatore italiano
- 25 giugno - José Daniel Ponce, ex calciatore argentino
- 25 giugno - Nadarajah Raviraj, politico e avvocato cingalese († 2006)
- 25 giugno - Martin Schützenauer, ex bobbista e ex velocista austriaco
- 26 giugno - Vera Castagna, attrice italiana
- 26 giugno - Paolo Dal Pino, manager italiano
- 26 giugno - Ismaël Ferroukhi, regista marocchino
- 26 giugno - Uwe Heppner, ex canottiere tedesco
- 26 giugno - Ollanta Humala, politico e militare peruviano
- 26 giugno - Jerome Kersey, cestista e allenatore di pallacanestro statunitense († 2015)
- 26 giugno - Anna Menghi, politica italiana
- 26 giugno - Jay Murphy, ex cestista statunitense
- 26 giugno - Mairéad Ní Mhaonaigh, violinista e cantante irlandese
- 26 giugno - Kostadinka Radkova, ex cestista bulgara
- 27 giugno - Michael Ball, cantante e attore britannico
- 27 giugno - Franco Bruno, politico italiano
- 27 giugno - Paul Chain, musicista e produttore discografico italiano
- 27 giugno - Adrián Chávez, ex calciatore messicano
- 27 giugno - Bruce Collie, ex giocatore di football americano tedesco
- 27 giugno - Jim Doehring, ex pesista statunitense
- 27 giugno - Tony Leung Chiu-Wai, attore hongkonghese
- 27 giugno - Guendalina Salimei, architetta e docente italiana
- 27 giugno - Dario Edoardo Viganò, presbitero e critico cinematografico italiano
- 28 giugno - Anișoara Cușmir-Stanciu, ex lunghista rumena
- 28 giugno - Cathy Gentile-Patti, ex sciatrice alpina statunitense
- 28 giugno - Kjell Jonevret, allenatore di calcio e calciatore svedese
- 28 giugno - Flavio Pagano, scrittore italiano
- 28 giugno - Věra Pauchová, ex cestista cecoslovacca
- 28 giugno - Antonio Provasio, attore teatrale italiano
- 28 giugno - Ann-Louise Skoglund, ex ostacolista svedese
- 28 giugno - Valentino Valentini, politico italiano
- 29 giugno - Carles Boix, politologo spagnolo
- 29 giugno - Amanda Donohoe, attrice britannica
- 29 giugno - Joan Laporta, dirigente sportivo e politico spagnolo
- 29 giugno - Simonetta Santamaria, scrittrice italiana
- 29 giugno - George Zamka, astronauta statunitense
- 30 giugno - Predrag Bjelac, attore serbo
- 30 giugno - Erika Bjerström, giornalista e scrittrice svedese
- 30 giugno - Tony Costner, ex cestista statunitense
- 30 giugno - Rosmundo Giarletta, orafo e gioielliere italiano
- 30 giugno - Gustavo Guillén, attore argentino († 2020)
- 30 giugno - Johnnie Jones, ex giocatore di football americano statunitense
- 30 giugno - Maria Amelia Monti, attrice italiana
- 30 giugno - Michel Nowak, ex judoka francese
- 30 giugno - Anelija Nuneva, ex velocista bulgara
- 30 giugno - Pamela Paris, cantante e attrice italiana
- 30 giugno - Florence Pernel, attrice francese
- 30 giugno - Ciro Sertorelli, ex sciatore alpino italiano
- 30 giugno - Lars Sørlie, calciatore norvegese († 2010)
- 30 giugno - Pietro Vittorelli, abate italiano († 2023)